# Puccinia arthuriana
Puccinia arthuriana ist eine Ständerpilzart aus der Ordnung der Rostpilze (Pucciniales). Der Pilz ist ein Endoparasit des Korbblütlers Vernonis canescens. Symptome des Befalls durch die Art sind Rostflecken und Pusteln auf den Blattoberflächen der Wirtspflanzen. Sie ist in Süd- und Mittelamerika verbreitet.

## Merkmale

### Makroskopische Merkmale
Puccinia arthuriana ist mit bloßem Auge nur anhand der auf der Oberfläche des Wirtes hervortretenden Sporenlager zu erkennen. Sie wachsen in Nestern, die als gelbliche bis braune Flecken und Pusteln auf den Blattoberflächen erscheinen.

### Mikroskopische Merkmale
Das Myzel von Puccinia arthuriana wächst wie bei allen Puccinia-Arten interzellulär und bildet Saugfäden, die in das Speichergewebe des Wirtes wachsen. Ihre Spermogonien wachsen oberseitig auf den Wirtsblättern. Die blattunterseitig wachsenden Aecien der Art stehen in kleinen Gruppen. Sie besitzen 22–26 × 20–23 µm große, kugelige bis breitellipsoide und hellgelbliche Aeciosporen mit stachelwarziger Oberfläche. Die Uredien des Pilzes sind unbekannt und fehlen womöglich. Die blattunterseitig wachsenden Telien der Art sind zimtbraun, pulverig und unbedeckt. Die hell zimtbraunen bis goldenen  Teliosporen sind zweizellig, in der Regel spindelförmig bis schmal ellipsoid und 55–70 × 15–20 µm groß. Ihre Stiele sind farblos und bis zu 75 µm lang.

## Verbreitung
Das bekannte Verbreitungsgebiet von Puccinia arthuriana umfasst Mittelamerika inklusive der Karibik und Südamerika.

## Ökologie
Die Wirtspflanze von Puccinia arthuriana ist Vernonis canescens. Der Pilz ernährt sich von den im Speichergewebe der Pflanzen vorhandenen Nährstoffen, seine Sporenlager brechen später durch die Blattoberfläche und setzen Sporen frei. Die Art durchläuft einen Entwicklungszyklus mit Spermogonien, Aecien, Telien und Uredien.